# Farid Berrada
Pour les articles homonymes, voir Berrada.
Farid Berrada, né en 1965 et mort le 5 janvier 2013, est un homme d'affaires marocain ex-président directeur général de Colorado (entreprise),. Il est le fils de Mohamed Berrada (homme d'affaires), directeur de l'Opinion de 1965 à 1970 et homme d'affaires marocain.

## Carrière
En 2010, à la suite du décès de son père Mohamed Berrada, les héritiers de ce dernier cèdent 42,5 % du capital de la société Colorado à Colbert Finances, une société contrôlée par Farid Berrada. En 2009, Colorado réalisait un chiffre d'affaires de 573 millions de dirhams.

## Décès
Le 5 janvier 2013, il meurt dans un crash de son avion privé avec toute sa famille, sa femme et les trois enfants juste après son décollage de l'aéroport de Grenoble-Alpes-Isère. Le Roi du Maroc adresse ses condoléances à la famille Berrada,,.